# Rhumblerella
Rhumblerella es un género de foraminífero bentónico de la subfamilia Globotextulariinae, de la familia Globotextulariidae, de la superfamilia Ataxophragmioidea, del suborden Ataxophragmiina y del orden Loftusiida. Su especie tipo es Rhumblerella sepetibaensis. Su rango cronoestratigráfico abarca el Holoceno.

## Discusión
Clasificaciones previas incluían Rhumblerella en el suborden Textulariina del orden Textulariida o en el orden Lituolida.

## Clasificación
Rhumblerella incluye a las siguientes especies:
- Rhumblerella humboldti
- Rhumblerella sepetibaensis